# Jimmy Kimmel Live!
Jimmy Kimmel Live! es un programa estadounidense de entrevistas nocturnas, creado y presentado por Jimmy Kimmel, que se emite en la ABC. El programa nocturno de una hora de duración se estrenó el 26 de enero de 2003, como el primer programa que se emitió inmediatamente después de la cobertura de ABC del Super Bowl XXXVII. Jimmy Kimmel Live! es producido por Jackhole Productions en asociación con ABC Studios. Habiendo sido transmitido por más del doble de tiempo que The Dick Cavett Show (1969-1975) o Politically Incorrect (1997-2002), es el programa de entrevistas nocturnas que ha durado más tiempo en la historia de ABC.
Contrariamente a su nombre, Jimmy Kimmel Live! no se transmite en vivo; en vez de eso, es grabado a las 4 p. m., hora del Pacífico, el mismo día de la transmisión. Ocasionalmente se emite una edición especial en vivo, generalmente después de eventos importantes como las ceremonias de entrega de los Premios Óscar y cuatro a siete episodios de media hora bajo el título Jimmy Kimmel Game Night en horario estelar que llevan a la cobertura de la ABC de las finales de la NBA en junio de cada año.

## Historia
El espectáculo comenzó el 26 de enero de 2003, reemplazando a Politically Incorrect. ABC originalmente tenía la intención de darle a Jon Stewart su propio programa nocturno después del programa de noticias de larga duración de la cadena Nightline, pero se eligió a Kimmel. Debido a que Nightline tradicionalmente comenzaba a las 11:35 p. m. ET / PT , Jimmy Kimmel Live! (y Políticamente Incorrecto antes) comenzó originalmente después de la medianoche.
Jimmy Kimmel Live! es el primer intento de ABC de crear un programa de entrevistas nocturno tradicional desde su intento de revivir The Dick Cavett Show en la década de 1980. Anteriormente, ABC había intentado competir directamente con el Tonight Show de NBC de Johnny Carson en las décadas de 1960 y 1970 con The Les Crane Show , que era más un programa de entrevistas serio que un entretenimiento ligero, The Joey Bishop Show (1967-1969), que presentaba Joey Bishop, The Dick Cavett Show original (1969-1975) con Dick Cavett en un programa que presentaba una mezcla de figuras culturales, de entretenimiento popular y intelectuales y era considerado más intelectual que Carson e incluso un corto resurgimiento de Tonight Starring Jack Paar de NBC bajo el nombre Jack Paar Tonite, que alternó semanas con Cavett en 1973. Si bien Cavett fue el más duradero y mejor recordado de estos intentos, ninguno amenazó seriamente el dominio del Tonight Show.
Jimmy Kimmel Live! fue frenado desde el principio por un organismo afiliado a ABC que estaba cumpliendo contratos de distribución existentes para repeticiones de comedias de noticias post-locales y revistas de noticias de entretenimiento y, por lo tanto, retrasando el programa (y haciendo que el título "Live!" fuera un nombre poco apropiado), comenzó detrás de los ratings de Late Show with David Letterman , The Tonight Show with Jay Leno , Late Night with Conan O'Brien y The Late Late Show with Craig Kilborn , pero gradualmente ascendió en los ratings hasta 2004 y se convirtió en un competidor bastante fuerte, capturando alrededor de la mitad de la audiencia de The Tonight Show con Jay Leno.
Tras los retiros posteriores de Jay Leno en febrero de 2014, David Letterman en mayo de 2015 y Jon Stewart en agosto de 2015, Kimmel se convirtió en el tercer presentador actual con más años de servicio en la cadena de televisión nocturna después de Conan O'Brien y Bill Maher.  El programa de O'Brien terminó en 2021, lo que convirtió a Kimmel en el segundo presentador con más antigüedad después de Maher.
El 14 de abril de 2009, después de la pausa por barridas de marzo, Kimmel comenzó a transmitir en alta definición 720p.
A principios de 2019, cuando entró en vigor el nuevo acuerdo de afiliación de Hearst Television para sus afiliados de ABC y los obligó a renunciar a su capacidad de retrasar el programa para noticieros locales extendidos o programación sindicada, el programa ahora se transmite en toda la red en la mayoría de las estaciones. a las 11:35 p. m. Este/10:35 p. m. Centro. 
En mayo de 2019, Kimmel y ABC acordaron extender su contrato para presentar el programa hasta 2022, que sería la vigésima temporada del programa. 
El 16 de marzo de 2020, el programa suspendió la producción debido a la pandemia de COVID-19. Dos semanas después, el 30 de marzo, el programa reanudó la producción desde la casa de Kimmel,  reanudando su horario original de 12:05 a. m.; Nightline volvió a las 11:35 p. m. El 13 de abril, los episodios se redujeron a 30 minutos de duración. Nightline pasó a las 12:05 a. m., seguido de un bis del espectáculo de las 11:35 p. m. 
El 18 de junio de 2020, Kimmel anunció que se tomaría una pausa en el programa; una serie de presentadores invitados completó con episodios de 30 minutos hasta que regresó con la nueva temporada televisiva después de presentar la 72.ª edición de los Primetime Emmy Awards. Desde entonces, esto se ha convertido en una tradición anual para los espectáculos de julio y agosto bajo el formato de hora más tradicional.
El 21 de septiembre de 2020, Kimmel regresó al programa, que también reanudó la grabación desde el Templo Masónico de Hollywood sin audiencia en el estudio. El programa también reanudó su formato de 60 minutos, y Nightline regresó a las 0:35 a. m.  En enero de 2021, de acuerdo con las instrucciones del Departamento de Obras Públicas del Condado de Los Ángeles debido a un aumento local de casos, el programa regresó brevemente a su formato en casa. Desde entonces, el espectáculo volvió a tener una audiencia completa cuando se levantaron las restricciones, con el requisito de que los asistentes tuvieran sus vacunas completas. 
El 20 de septiembre de 2022, ABC anunció que Kimmel había firmado una extensión de contrato por tres años para continuar como presentador y productor ejecutivo del programa. 
El 26 de enero de 2023, el programa celebró que Kimmel se convirtiera en el presentador de programas de entrevistas nocturnos con más años de servicio en ese momento.  El equipo "Kimmel" tiene un recuento aproximado de más de 3.500 monólogos, 10.000 estrellas y cinco presidentes que han sido parte del programa durante dos décadas. 
En el programa del vigésimo aniversario, los invitados fueron los mismos cabezas de cartel que aparecieron en ese primer episodio el 26 de enero de 2003: George Clooney, Snoop Dogg y Coldplay. 
El 21 de febrero de 2024, Kimmel insinuó que probablemente no renovará su contrato por más temporadas después de que su contrato actual expire en 2026, lo que significa que el programa podría llegar a su fin pronto. Cuando Los Angeles Times le preguntó, Kimmel dijo: "Creo que este es mi contrato final, odio incluso decirlo, porque ahora todos se ríen de mí, cada vez que pienso eso, y luego resulta que no es el caso". "Todavía me quedan poco más de dos años de contrato y eso me parece bastante bien, me parece suficiente". 

## Producción
Al contrario de su nombre, Kimmel no ha emitido ediciones en vivo con regularidad desde 2004; en cambio, se filma a las 5 p. m., hora del Pacífico, el día de la transmisión.  Esto fue en respuesta a cuando el actor Thomas Jane era invitado y los censores no pudieron censurar adecuadamente varias groserías. 
Hasta 2009, los nuevos episodios se emitían cinco noches a la semana; De 2009 a 2012, el episodio del viernes fue una retransmisión de un episodio reciente. A partir de la mudanza de enero de 2013, el episodio del viernes pasó a llamarse Jimmy Kimmel Live. This Week, que mostró lo más destacado de toda la semana de espectáculos. Sin embargo, desde entonces el programa ha vuelto a transmitir una retransmisión de un episodio reciente los viernes, aunque los eventos actuales permiten nuevos episodios ocasionales los viernes.

### Talento
La banda estable del programa es Cleto and the Cletones, liderada por el saxofonista Cleto Escobedo III, amigo de la infancia de Kimmel. Los otros "Cletones" de la banda son Cleto Escobedo Jr., el padre del líder de la banda, en saxofón tenor y alto, Jeff Babko en teclados, Toshi Yanagi en guitarra, Jimmy Earl en bajo y Jonathan Dresel en batería. Al igual que otros programas de entrevistas con bandas en vivo, Cleto y los Cletones tocan los temas de apertura y cierre del programa y entran y salen de las pausas comerciales. (Por lo general, tocan durante todo el receso para la audiencia del estudio). El tema de apertura del programa fue escrito por Les Pierce, Jonathan Kimmel y Cleto Escobedo III y cantado por Robert Goulet.
Guillermo Rodríguez es el guardia de seguridad del estacionamiento del programa y con frecuencia se desempeña como corresponsal de chismes de celebridades en un segmento llamado "Guillermo's Hollywood Round-Up". Veatrice Rice era otra guardia de seguridad del estacionamiento que tenía varios de sus propios segmentos en el programa hasta su muerte por cáncer el 21 de enero de 2009.

## Transmisiones especiales
En ocasiones, se transmite una edición especial en vivo, generalmente después de eventos importantes como los Premios de la Academia (excepto en los años en los que Kimmel ha sido anfitrión de la ceremonia real). Desde el debut del programa en 2003 hasta 2022, entre cuatro y siete transmisiones con temas de baloncesto de media hora bajo el título Jimmy Kimmel Game Night se transmitieron a las 8:00 p. m. ET (7:00 p. m. ET los domingos) como programación inicial de la cobertura de ABC de las Finales de la NBA . Esto se suspendió en 2023 después de que la NBA adelantó sus horarios de inicio entre semana (lo que hizo que el juego y el programa previo al juego se transmitieran completamente en horario estelar), y ABC agregó episodios especiales de 30 minutos de The Prank Panel los domingos;  Los programas de Kimmel también se volvieron menos prácticos debido a la huelga de escritores que entró en su segundo mes.

## Segmentos notables

### Mean Twetts
En marzo de 2012, en honor al sexto aniversario de Twitter, Jimmy Kimmel Live! presentó un segmento llamado "Mean Tweets" con celebridades leyendo en voz alta tweets reales dirigidos a ellos por usuarios de Twitter mientras la canción "Everybody Hurts" de R.E.M. suena de fondo.  El segmento fue extremadamente popular, con más de 38 millones de visitas en YouTube en abril de 2015.  Los tweets seleccionados para el segmento son invariablemente abusivos, vulgares o groseros, y a menudo objetan la apariencia física de la celebridad o la supuesta falta de talento. En muchos casos, a la celebridad se le brinda la oportunidad de dar una respuesta breve (aunque escrita) al tweet.
El programa también ha transmitido varias ediciones temáticas de "Mean Tweets", incluidas ediciones especiales de NBA,  NFL,  fútbol universitario  y música.  En marzo de 2015, el presidente Barack Obama participó en una edición especial durante la cual leyó tweets de personas que se burlaban de sus jeans y lo culpaban por el alto precio de cerveza. El segmento de Obama atrajo más de 10 millones de visitas en un día. 

### This Week in Unnecessary Censorship
Un segmento del jueves por la noche, que presenta clips de programas de televisión inofensivos (como noticieros) editados deliberadamente (normalmente con pitidos) para que parezcan ofensivos. 

## Audiencia
Jimmy Kimmel Live! es actualmente el vigésimo programa más popular de ABC y el 97 en general en televisión, visto por un número total de 1.746.000 personas (0,56% de rating, +23% respecto a la semana pasada) por episodio, según la medición de audiencia semanal promedio para el período que termina el 22 de enero de 2023, superando Tonight Show Starring Jimmy Fallon visto por un número de 1.278.000 personas durante el mismo período. 
Jimmy Kimmel Live! ha estado dominando repetidamente los programas de entrevistas nocturnos entre adultos de 18 a 49 años.Para la temporada de televisión 2020-21, Jimmy Kimmel Live! superó a The Tonight Show de NBC en espectadores totales. El programa de ABC superó al de NBC entre 1,75 y 1,54 millones de espectadores.